# Andreas Haitzer
Andreas Haitzer (* 1967) ist ein österreichischer Politiker (SPÖ) und Fahrdienstleiter. Er war von 2013 bis 2015 Abgeordneter zum Salzburger Landtag und ist seit 2008 Bürgermeister der Gemeinde Schwarzach im Pongau.

## Ausbildung und Beruf
Andreas Haitzer schloss nach dem Besuch der Pflichtschule 1987 eine Lehre als Betriebselektriker ab und arbeitet seit 1993 als Fahrdienstleiter bei den Österreichischen Bundesbahnen (ÖBB). Er engagiert sich bei den ÖBB zudem seit 1999 im Notfallinterventionsteam (NIT) und war von 2003 bis 2005 als Mitglied des Betriebsrates. Mit Beginn 2011 wurde Haitzer als ÖBB-Fahrdienstleiter freigestellt, um sich seiner Tätigkeit als Bürgermeister widmen zu können.

## Politik und Funktionen
Haitzer wurde im Jahr 2001 Mitglied des Ortsausschusses der Gemeinde Schwarzach im Pongau und wurde nach der Gemeindevertretungswahl 2004 als Gemeinderat in Schwarzach im Pongau angelobt. 2005 stieg er innerparteilich zum stellvertretenden Ortsparteivorsitzender der SPÖ in Schwarzach im Pongau auf, zudem wurde er in diesem Jahr Mitglied im Bezirksvorstand der SPÖ–Pongau sowie Mitglied im Landesparteivorstand der SPÖ–Salzburg. Er wurde in Schwarzach im Pongau 2006 Vizebürgermeister und übernahm am 25. April 2008 das Amt des Bürgermeisters der Gemeinde. Bei der folgenden Bürgermeisterdirektwahl 2009 konnte er mit 86,6 % im ersten Wahlgang seinen Bürgermeistersessel verteidigen, wobei er das beste Ergebnis aller SPÖ-Bürgermeister im Land Salzburg erzielte.
Haitzer kandidierte bei der Landtagswahl 2013 und wurde in der Folge am 19. Juni 2013 als Abgeordneter angelobt. Er war Mitglied im Finanzausschuss, Mitglied im Bildungs-, Schul-, Sport- und Kulturausschuss sowie Mitglied im Ausschuss für Infrastruktur, Verkehr und Wohnen. Als seine politischen Anliegen nennt er den ÖPNV – Innergebirg und den damit verbundenen Ausbau sowie Verteilungsgerechtigkeit bei EU-Fördermitteln.
Haitzer ist neben seinen politischen Mandaten seit dem 27. November 2010 auch Vorsitzender der Naturfreunde Salzburg, zudem ist er seit 2010 Vizepräsident des ASKÖ Salzburg.
Mit 17. März 2015 legte er sein Landtagsmandat zurück, ihm folgte Gerd Brand nach.

## Privates
Andreas Haitzer ist seit 1991 verheiratet und Vater zweier Töchter. Eines seiner Hobbys ist das Laufen, wobei er auch Marathons läuft. Er nahm 2008 bei der Fußball-Europameisterschaft der Bürgermeister teil.